# Bandera de Mont-roig del Camp
La bandera oficial de Mont-roig del Camp (Baix Camp) té la següent descripció
Bandera apaïsada, de proporcions dos d'alt per tres de llarg, groga, amb el mont floronat vermell, d'altura 5/6 de la del drap i amplada 1/3 de la llargària del mateix drap, centrat sobre la divisòria del primer i segon terços verticals.
Va ser aprovada en el Ple de l'ajuntament del 27 de desembre de 2001, i publicat en el DOGC el 4 d'abril de 2002 amb el número 3608.